# Государственные школы Балтимора

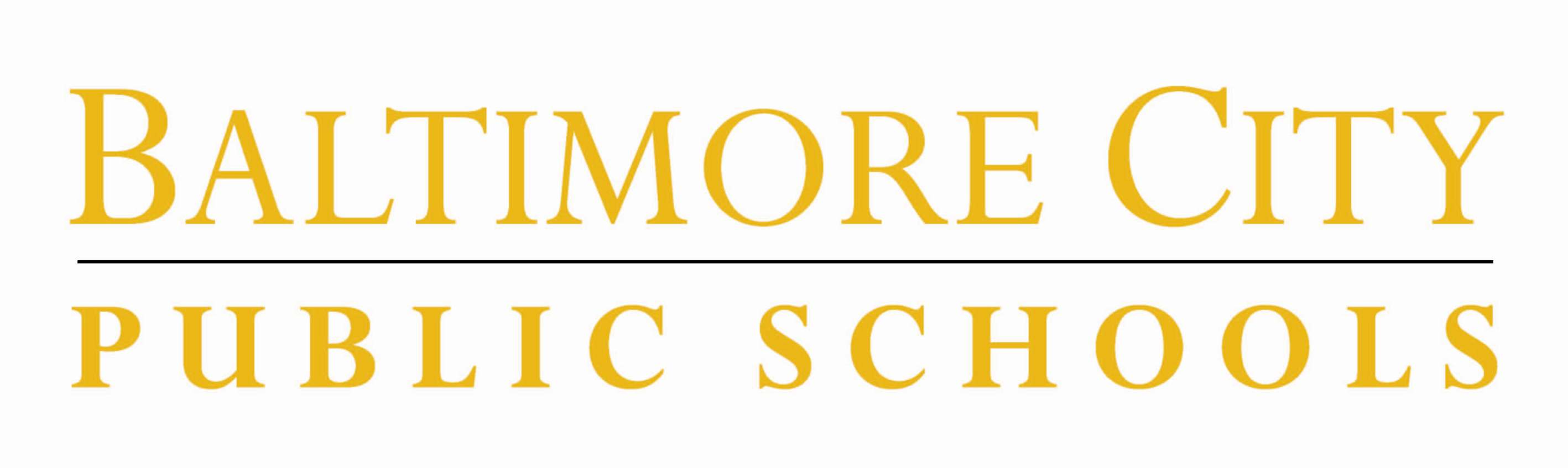
Логотип Государственных школ Балтимора

Государственные школы округа Балтимор (англ. Baltimore City Public Schools, BCPS), также называемые системой государственных школ города Балтимор (англ. Baltimore City Public School System, BCPSS) или городскими школами  (англ.  City Schools) — школьный округ в городе Балтимор штата Мэриленд (США). Округ обслуживает молодежь города Балтимор в отличие от отдельной и «более молодой» системы государственных школ округа Балтимор (англ. Baltimore County Public Schools, BCoPS). Штаб-квартира расположена на 200 Восточно-северной авеню на Сент-Пол-стрит-Калверт-стрит в «Административном здании доктора Элис Г. Пиндерхьюз».

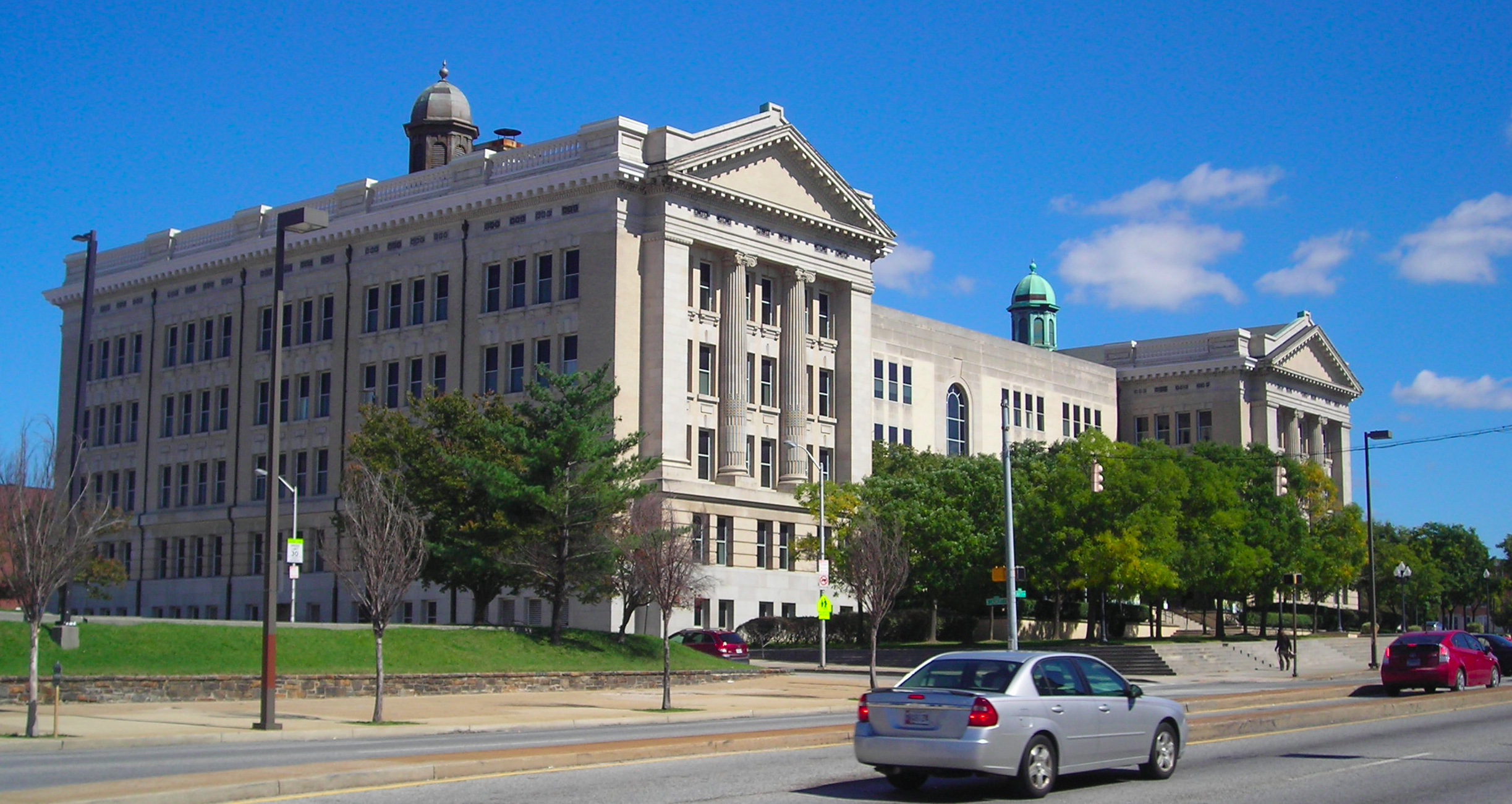
«Административный штаб доктора Элис Г. Пиндерхьюз», Реконструирован / перестроен 1980-е гг.

Местный школьный округ, расположенный в графстве (административное или политическое подразделение штата) в качестве независимого города – это город, который не находится на территории какого-либо округа и считается основным административным делением своего штата. В 2012 году это четвертая по величине школьная система в Мэриленде. В 2014—2015 учебном году набор учеников составлял около 84 000 человек. В данную систему включают:  1 дошкольную школу / детский сад, 54 начальных школы, 75 школ, которые принимают учащихся из детского сада и до 8 класса, 7 средних школ, 15 средних общеобразовательных школ, 1 школа, которая принимает учащихся из детского сада и до 12 класса, 7 альтернативных школ (образовательные учреждения с учебным планом и методами , которые являются нетрадиционными).

### История
Городские школы были частью правительства города Балтимора с 1829 года, но отделились от правительства в 1997 году, когда частичный контроль со стороны «суперинтендента государственного образования» и «Совета школьных комиссаров» был передан штату Мэриленд в обмен на усиление финансирование и «расширенное партнерство». Теперь мэр единолично назначает обновленный «Совет школьных комиссаров» («Школьный совет»), который наблюдает за системой BCPS, и который, в свою очередь, проводит собеседование и нанимает «генерального директора» («Главный исполнительный директор») и «C.A.O.» («Главный научный сотрудник»). Школьной системой в настоящее время руководит генеральный директор, доктор Соня Сантелизес.

#### Десегрегация
В 1954 году в школах прошел процесс прекращения расовой сегрегации после постановления Верховного суда Соединенных Штатов по делу Браун против Совета по образованию. Ограниченная десегрегация (движение против дискриминации чернокожих американцев) уже произошла, когда Балтиморский политехнический институт был вынужден принимать афроамериканских студентов на свой престижный курс «А» в 1952 году, поскольку ни одна из школ для чернокожих в Балтиморе не предлагала равных или эквивалентных курсов.

#### Средние школы
К числу хорошо известных средних школ относятся: Школа искусств Балтимора, государственная средняя школа, получившая национальное признание за успехи в подготовке учащихся к занятиям искусством; Профессионально-техническая средняя школ Джорджа Вашингтона, первая афро-американская профессионально-техническая школа и центр, основанный в штате Мэриленд; Средняя школа Диджитал Харбор, одна из немногих средних школ, специализирующихся на информационных технологиях; Средняя школа Фредерика Дугласа, вторая по возрасту афроамериканская средняя школа в США; Средняя школа Восточного Лейк-Клифтона; Городской колледж Балтимора; Западная средняя школа - старейшая государственная средняя школа для девочек в стране, и Балтиморский политехнический институт.

### Критика и последние события
В конце 2003 года городские школы оказались в тяжелом финансовом положении, вследствие чего произошли массовые увольнения учителей и персонала, а также были введены новые меры контроля, обеспечивающие более тщательный контроль за расходами.
По данным Бюро переписи населения США, в 2011 году государственные школы Балтимора занимали второе место по стоимости на одного учащегося среди 100 крупнейших школьных округов страны, тратя 15 483 долларов в год на учащегося. В 2010-2011 учебном году во всей школьной системе насчитывалось примерно 83 634 человека. Прогнозируемый операционный бюджет на 2011 учебный год составляет 1,23 миллиарда долларов. Это говорит о том, что расходы на одного учащегося составляют 14 707 долларов.
С 1 марта 2006 года по 4 марта 2006 года ученики  средних школ Балтимора провели трехдневную забастовку, чтобы противостоять неизбежному плану уменьшения зданий многих средних школ района. Школьная система утверждала, что эти здания используются недостаточно. Студенты и другие защитники были с этим не согласны. Мартин Дж. О'Мэлли, тогдашний губернатор Балтимора, прислушался к требованиям студентов очевидно опасаясь, что забастовки могут повлиять на ход будущих выборов губернатора. В конце марта соотношение сил изменилось: штат Мэриленд пригрозил отобрать 11 городских школ.
8 апреля 2007 года Сара Нойфельд из  ежедневной газеты The Baltimore Sun заявила в статье, что бюджет государственной школы Балтимора полон ошибок. Опрос, проведенный The Baltimore Sun 8–10 июля 2007 года, выявил неудовлетворительное мнение жителей Балтимора о школьной системе.
В статье, опубликованной в The New York Times за декабрь 2010 года, школьная система улучшилась под руководством доктора Алонсо.
Статья в The Baltimore Sun за март 2012 года показывает, что за бюджетом не ведется тщательный контроль. Серьезное сокращение бюджета привело к тому, что немногочисленный персонал работал сверхурочно, что привело к высокой заработной плате за сверхурочную работу. Наряду с этим водитель доктора Андреса Алонсо за сверхурочную работу получал вдвое больше своей зарплаты, в результате чего его зарплата в 2011 году была выше, чем у губернатора Мартина О'Мэлли.
27 ноября 2012 года Андрес Алонсо объявил о 10-летнем плане, который, в ожидании утверждения школьным советом, приведет к закрытию учебных заведений. В план также включены предложения по ремонту и перемещению школ, которые не пострадают от закрытия.